# Projekt One Laptop per Child

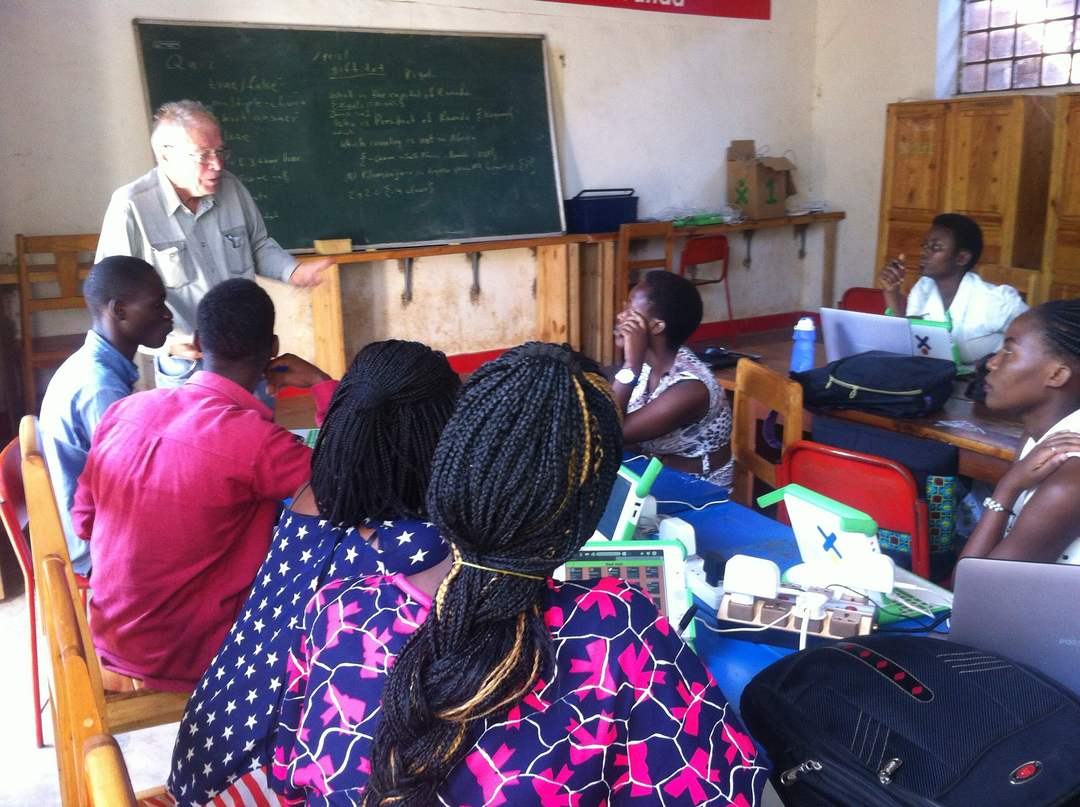
Training der Betreuer für OLPC-Einsatz in Ruanda

Das Projekt One Laptop per Child hat das Ziel, Kinder mit Notebooks zu versorgen, um allen Kindern auf der Welt zumindest eine primäre Schulbildung zu ermöglichen. Träger des Projekts ist die gemeinnützige, gleichnamige Stiftung „One Laptop per Child“ mit Sitz in Somerville (Massachusetts), USA.
Das Projekt ist langfristig angelegt, wobei es verschiedene Teilziele definiert.

## Ziele

### Konstruktion einer Lernplattform
Als erstes Ziel wurde angestrebt, einen mobilen Computer zu konstruieren, der für Lernzwecke für Kinder von 6 bis 16 Jahren geeignet ist. Zunächst wurde definiert, welche spezifische Anforderungen bestehen. Daraus konnte dann abgeleitet werden, welches Hardwaredesign die Plattform haben sollte. Zudem sollte diese Lernplattform allen Kindern zugänglich sein. Derzeit sind jedoch 90 % aller Kinder weltweit in Entwicklungs- und Schwellenländern ansässig. Daraus ergeben sich wiederum neue Herausforderungen für die zu konstruierende Hardware, denn in diesen Ländern kann in der Regel nicht auf eine umfassende Computer-Infrastruktur zurückgegriffen werden.
Zudem ist festzustellen, dass Bereitstellung von Hardware zu den heute üblichen Preisen für Laptops den Erwerb eines mobilen Computers unmöglich macht. Aus diesem Grund, um das Preisziel für diese Lernplattform zu betonen, wurde der XO-Laptop auch als 100-Dollar-Laptop bezeichnet. Zwar beträgt der heutige Preis noch 185 US-Dollar, jedoch soll die 100-Dollar-Schwelle Ende 2009 erreicht werden. Dies hängt jedoch auch davon ab, ob der US-Dollar als Währung weiterhin am Devisenmarkt gegenüber anderen Währungen schwach bleibt.

### Entwicklung intuitiver, kollaborativer Software
Zudem waren derzeitige Computer auf die Nutzung als Bürogerät für Erwachsene konstruiert. Jedoch sollte eine Lernplattform zur Aus- und Fortbildung von Kindern geschaffen werden. Aus diesem Grund musste auch die Software auf dieses neue Ziel hin ausgerichtet werden. Aus diesem Grund wurde auch eine neue grafische Oberfläche namens „Sugar“ geschaffen. Sie soll in diesem Projekt die derzeit übliche Konstruktion der Benutzerschnittstelle als Desktop ersetzen.

### Aufbau von Datennetzen in den Schulen
Das Projekt hat als Ziel die Kommunikation und Zusammenarbeit der Schüler und Lehrer untereinander zu verstärken, da diese Form der Zusammenarbeit als effektiver Weg zum Wissenserwerb angesehen wird. Aus diesem Grund muss in den Schulen vor Ort häufig eine Kommunikationsinfrastruktur aufgebaut werden.
Diesbezüglich verfolgt das Projekt mehrere Ansätze. Zunächst können die konstruierten Schülerlaptops (Modellname: XO-1) untereinander und ohne Vermittlungsstellen Daten bis zu einer Entfernung von zwei Kilometer austauschen (Walkie-Talkie-Prinzip). Durch diese dezentrale Kommunikation kann immer ein Mindestmaß an Informationsaustausch gesichert werden.
Bei Bedarf bildet eine Gruppe von XO-Laptops ein kooperatives Netzwerk. Ein Datenaustausch zwischen zwei Schülerlaptops kann dabei über andere Schülerlaptops vermittelt werden. Durch diese Kooperation der XO-Laptops können Daten zwischen zwei Schülern bis zu 50 Kilometer weitergereicht werden (Boten-Prinzip). Das Netzwerk konfiguriert sich dabei automatisch, das heißt selbständig.
Der Austausch von sehr großen Datenmengen bedarf jedoch einer zusätzlichen Infrastruktur. Aus diesem Grund werden auf Anforderung der teilnehmenden Projektschulen auch Server zur Bereitstellung größerer Datenmengen mitsamt WLAN durch das Projekt OLPC installiert. Für dieses Vorhaben werden derzeit auch besondere Server entwickelt, die sich auf den besonderen klimatischen und infrastrukturellen Herausforderungen insbesondere in Entwicklungs- und Schwellenländern angepasst sind. Die Server sollen als digitale Bibliothek für den Unterricht dienen aber auch einen zentralen Zugang für das Internet bereitstellen.

### Anbindung an das Internet
Auf den Schulservern soll eine Offline-Version der Internet-Enzyklopädie Wikipedia und andere Wissensdatenbanken bereitgestellt werden. Darüber hinaus soll nach dem Wiki-Prinzip die Grundlage gelegt werden, dass vor Ort eigene Lernprozesse starten können.
Ein Internetzugang wird als relevant angesehen, da dieses Netz den bestmöglichen Zugriff auf derzeitiges Wissen anbietet. Es sollen keine abgeschottete Computersysteme geschaffen werden, die Schüler sollen sich bei Bedarf mit weiterem Wissen aus dem Internet versorgen können.

### Aufbau von Lern-Communities
Der langfristige Erfolg wird insbesondere dann gewährleistet, wenn an jedem Projektort sich Gemeinschaften bilden, die das Ziel haben Wissen zu erwerben, es anzuwenden und daraus Bildung zu machen. Da gelegentlich in Entwicklungs- und Schwellenländer bestehende Strukturen nicht ausreichend sind, soll ein lokales Umfeld geschaffen werden, dass von Interesse und Neugier angetrieben wird und gemeinsam ein Erleben ermöglicht. Lernen wird auch als kultureller Prozess der Kreativität und Dynamik vor Ort verstanden. Nicht das unreflektierte Aneignen von Fakten ist das Ziel, sondern die Beschäftigung mit Wissen und nachfolgender Adaption des Wissens in den eigenen kulturellen Kontext.

### Permanente Weiterentwicklung der bereitgestellten Software
Da das Projekt sich langfristig auf Wissensbildung orientiert, muss auch die zugrundeliegende Software langfristig verfügbar sein. Da die Aneignung von Bildung auch ein dynamischer und auch kultureller Prozess ist, muss auch die zugrundeliegende Software sich entsprechend anpassen können.
Aus diesem Grund werden die Schülerlaptops und die Server ausschließlich mit freier Software betrieben. Nach den Prinzipien von freier Software kann diese beliebig angepasst, verändert und verbessert werden. Der Quellcode muss allen Nutzer auf Anforderung zur Verfügung gestellt werden, so dass eine Monopolisierung der computertechnischen Infrastruktur langfristig verhindert wird und kein Projektpartner in informationstechnische Abhängigkeit gerät (sogenannter Lock-in-Effekt).
Da die zugrundeliegende Software von jedem Beteiligten gelesen werden kann, wird typischerweise eine permanente Weiterentwicklung ermöglicht. Dies soll nicht nur das Interesse der Benutzer erhöhen, sondern auch langfristig zur tieferen informationstechnischen Kompetenz der Computernutzer beitragen.
Aus diesem Grund werden auch interessierten Menschen durch die Stiftung OLPC eingeladen, an dem Projekt „One Laptop per Child“ teilzunehmen und gegebenenfalls die vorhandene freie Software mit neuen Ideen zu ergänzen und zu verbessern.